# Estudios de ejecución trascendental

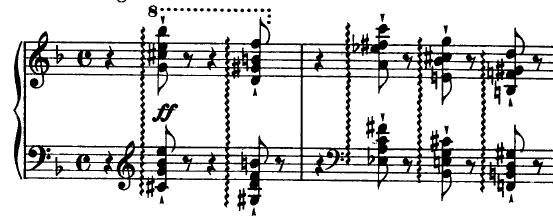
Inicio de "Mazeppa", uno de los más conocidos y difíciles.

Los Douze Études d'exécution transcendante (del francés: "Estudios de ejecución trascendental", o también conocidos como "Estudios trascendentales"), S.139, son una serie de doce piezas del compositor húngaro Franz Liszt para piano solo. Fueron compuestos en 1851 a partir de una revisión de 1837 de una serie anterior de estudios compuestos en 1826. Es una de las primeras obras que lleva "estudio" en su título. 

## Historia
Los Études d'exécution transcendante forman un ciclo de doce piezas cuya composición comenzó en 1826 y acabó en 1852. 
La primera versión de los estudios fue publicada en 1826 bajo el título Études en douze exercices, cuando Liszt tenía sólo quince años de edad. En 1837, Liszt hizo una revisión y en 1839 se publicó una segunda versión simultáneamente en París, Milán y Viena con el título de Douze Grandes Études. La tercera y última versión de los Estudios trascendentales, que es la más publicada e interpretada, fue publicada en 1852 y está dedicada al compositor y pianista Carl Czerny, uno de los maestros de Liszt y un importante compositor de estudios para piano. 
No deben confundirse los Douze Études d'exécution transcendante con los Études d'exécution transcendante d'après Paganini, que son las primeras versiones de los Grandes Études de Paganini. 
Los Douze Études d'exécution transcendante, junto a la Sonata en si menor, forman parte de las mayores obras para piano solista escritas por Franz Liszt y se encuentran entre las obras para piano más difíciles jamás escritas, habiendo sido Liszt el más virtuoso pianista de su tiempo. Los Estudios trascendentales, especialmente en su segunda versión, se hallan entre las piezas más difíciles para piano de la historia. Robert Schumann declaró que eran tocables, en aquella época, por «como mucho, diez o doce pianistas en todo el mundo». Franz Liszt se dio cuenta de que su técnica virtuosa, que influenció en los Estudios, no era superable, por lo que los estudios en su forma final no son tan difíciles, pero aun así suponen una exigencia técnica y física increíble para el intérprete. Los estudios cuarto, quinto y duodécimo, "Mazeppa" "Feux follets" y "Chasse-neige", son de una dificultad descomunal. 
Los Douze études d'exécution transcendante han tenido una gran influencia en la música para piano posterior, por ejemplo en la producción musical de Claude Debussy, Serguéi Rajmáninov, Claudio Arrau, Béla Bartók y György Ligeti.

## Análisis musical

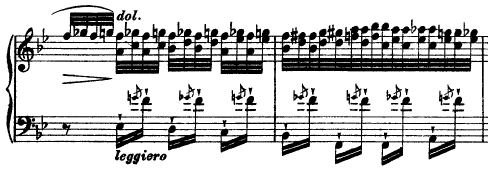
Los Estudios Trascendentales contienen dificultades técnicas extremas, como la configuración de la mano derecha y los saltos de la mano izquierda en el Estudio transcendental n.º5.

En su versión definitiva, los estudios, acoplados según una relación mayor-menor, siguen una plan tonal por cuartas. Obviamente, siendo sólo doce no recorren todas las tonalidades mayores y menores, que son veinticuatro. Comienza con la tonalidad de do mayor del "Preludio" y finalizan con el si bemol menor de "Chasse-neige".

### Piezas
Éstos son los doce Estudios trascendentales. Liszt añadió estos títulos (la mayoría en francés), excepto para el segundo y el décimo, que dejó como "Molto Vivace" y "Allegro Agitato", respectivamente. Los títulos "Fusées" y "Appassionata" fueron asignados posteriormente y no se utilizan frecuentemente, se usan más los primeros títulos, "Molto Vivace" y "Allegro Agitato". Excepto el segundo estudio y el décimo, los demás toman sus nombres de obras literarias a las que hacen referencia. 
- Estudio trascendental n.º 1 en do mayor, "Preludio".
- Estudio trascendental n.º 2 en la menor, "Molto vivace" o "Fusées" (Cohetes).
- Estudio trascendental n.º 3 en fa mayor, "Paysage" (Paisaje).
- Estudio trascendental n.º 4 en re menor, "Mazeppa".
- Estudio trascendental n.º 5 en si bemol mayor, "Feux Follets" (Fuego fatuo).
- Estudio trascendental n.º 6 en sol menor, "Vision" (Visión).
- Estudio trascendental n.º 7 en mi bemol mayor, "Eroica" (Heroica).
- Estudio trascendental n.º 8 en do menor, "Wilde Jagd" (Caza salvaje).
- Estudio trascendental n.º 9 en la bemol mayor, "Ricordanza" (Recuerdo).
- Estudio trascendental n.º 10 en fa menor, "Allegro Agitato" o "Appassionata".
- Estudio trascendental n.º 11 en re bemol mayor, "Harmonies du Soir" (Armonías de la tarde).
- Estudio trascendental n.º 12 en si bemol menor, "Chasse-Neige" (Ventisca).

## Discografía
- Liszt - 12 Études d'exécution transcendante por Jorge Bolet, Decca, 1986.
- Liszt - Transcendental Studies, The Complete Music for Solo Piano - 4 por Leslie Howard, Hyperion, 1989.
- Liszt - Liszt: Études d'Exécution Transcendante por Vladimir Ovchinnikov, EMI (1989)
- Liszt: 12 Études d'exécution transcendante por Claudio Arrau, Philips, 1990.
- Liszt - 12 Études d'exécution transcendante por Claire-Marie Le Guay, Accord, 1994.
- 12 Études d'exécution transcendante por Boris Berezovski, Teldec, 1996.
- Russian Piano School: Lazar Berman, Vol. 8 por Lázar Berman, Melodiya, 1997.
- Liszt - 12 Études d'exécution transcendante por György Cziffra, Emi Classics, 2004.
- Sviatoslav Richter joue Franz Liszt, choix d'études por Sviatoslav Richter, Palexa, 2005.
- Études d'exécution transcendante por Bertrand Chamayou, Sony, 2006.
- Études d'exécution transcendante por François-René Duchâble, EMI, 2006.
- Liszt - Intégrale de l'œuvre pour piano (vol. 2) por Jeno Jando, Naxos, 2006.
- Transcendental - Daniil Trifonov plays Franz Liszt por Daniil Trifonov, Deutsche Grammophon, 2017.